# Aurélie Wydler
Aurélie Wydler, née en octobre 1978 à Lausanne, est une violoncelliste et enseignante vaudoise.

## Biographie
Attirée par le violoncelle dès l'âge de sept ans, Aurélie Wydler fréquente les écoles de l'Association vaudoise des conservatoires et écoles de musique (AVCEM), et apprend son instrument au contact de professeurs tels qu'Annie Laffra, Philippe Schilknecht et Pablo Loerkens. Elle obtient un certificat non professionnel de violoncelle avec Niall Brown, mention bien, en 1996.
De formation classique, elle joue dans plusieurs orchestres depuis 1993, année où elle intègre l'Orchestre des collèges et gymnases lausannois dirigé par Jacques Pache, ainsi que l'Orchestre des jeunes de Lutry, orchestre de jeunes musiciens semi-professionnels, dirigé par Alexandre Clerc. Elle sera même nommée violoncelle solo dans ce dernier orchestre en 2000. Elle joue encore dans l'Orchestre symphonique et universitaire de Lausanne de 1997 à 2008, comme premier pupitre et violoncelle solo, sous la direction d'Hervé Klopfenstein ; dans l'Orchestre des jeunes de la Suisse romande de 1998 à 2003; dans l'Orchestre symphonique genevois de 2000 à 2006 ; au Gradus Ad Musicam de Nancy, comme violoncelliste invitée, de 2008 à 2011, et enfin à l'Orchestre philharmonique romand, de 2006 à 2012, sous la direction de Nicolas Fragnière.
Aurélie Wydler s'aventure également vers des horizons musicaux plus contemporains, allant de l'accompagnement de chanson française à la musique électro pop. Elle se produit alors autant en accompagnant des artistes qu'en intégrant des projets collectifs en tout genre, comme en témoignent ses collaborations avec Fabien Thaurin (chanson française, 2001), The Soloist (rock français, 2003), Anonym (Hip Hop, 2004), Arco Iris (électro pop, 2010), ou Jérémy Austin (pop, 2012). Elle se produit également au théâtre, en accompagnement des textes de la troupe 8,5 entre 2007 et 2011, mais surtout en jouant en interprétation libre sur le Monologue de Judas mis en scène par l'association "Il était une fois" en 2012 à Porrentruy. Non contente d'intégrer des formations aussi diverses, elle compose également elle-même ses propres lignes de basse en fonction. Elle est reconnue pour la qualité de son travail et la chaleur humaine qui se dégagent de ses prestations scéniques. Enseignante depuis son diplôme obtenu en 2001 à la Société suisse de pédagogie musicale et au Conservatoire de Lausanne, elle travaille actuellement dans une école professionnelle où elle enseigne la culture générale.

## Sources
- « Aurélie Wydler », sur la base de données des personnalités vaudoises sur la plateforme « Patrinum » de la Bibliothèque cantonale et universitaire de Lausanne.